# Hermann Jüngken
Hermann Jüngken (* 13. Mai 1816 in Reinsdorf, Landkreis Eckartsberga; † 24. Februar 1890) war ein Rittergutsbesitzer und Reichstagsabgeordneter.
Er besuchte das Gymnasium in Magdeburg und Berlin. Jüngken war 1859 bis 1876 Rittergutsbesitzer in Reinsdorf bei Artern.
Hermann Jüngken war Mitglied des Preußischen Abgeordnetenhauses von 1859 bis 1876 für den Wahlkreis Merseburg 6. Dort gehörte er zur Fraktion der Nationalliberalen.
Von 1867 bis 1877 war er 1867 Mitglied des Konstituierenden Reichstags, 1867 bis 1870 des Norddeutschen und 1871 bis 1877 des Deutschen Reichstags für die Nationalliberale Partei und den Wahlkreis Regierungsbezirk Merseburg 6 (Sangerhausen-Eckartsberga).